# La Maison-Dieu
La Maison-Dieu é uma comuna francesa na região administrativa de Borgonha-Franco-Condado, no departamento Nièvre. Estende-se por uma área de 13,3 km². Em 2010 a comuna tinha 120 habitantes (densidade: 9 hab./km²).